# Marta Volonteri
Marta Volonteri, est une astrophysicienne et directrice de recherche italienne spécialiste des trous noirs supermassifs. Elle dirige ses recherches à l'Institut d'astrophysique de Paris. En 2022, elle reçoit la médaille d'argent du CNRS.

## Biographie
En 2003, Marta Volonteri soutient sa thèse de doctorat à l'Université de Milan. Elle effectue ensuite ses recherches postdoctorales à l'Université de Californie à Santa Cruz aux États-Unis puis à l'Institute of Astronomy (Cambridge) au Royaume-Uni. En 2007, elle est nommée assistant professor à l'Université du Michigan, puis en 2010, elle y devient professeure associée. En 2012, elle entre au CNRS en tant que directrice de recherches à l'Institut d'astrophysique de Paris. Elle est responsable du groupe de travail Astrophysique de la mission LISA, le grand observatoire spatial des ondes gravitationnelles de l'Agence spatiale européenne, dont le lancement est prévu pour 2032.
Elle reçoit la médaille d'argent du CNRS en 2022 pour ses travaux sur les trous noirs supermassifs situés au centre de nombreuses galaxies. Elle utilise la simulation informatique pour construire des prédictions théoriques de la formation et de l’évolution de ces trous noirs.

## Distinctions et récompenses
- 2022 :
  - Médaille d'argent du CNRS[2]
  - Prix Émilie du Châtelet de la Société française de physique[3]
- 2014 : Bourse Consolidator Grant du Conseil européen de la recherche pour son projet sur la formation et l'évolution des trous noirs massifs[4]